# 日向内記
日向 内記（ひなた ないき、文政9年〈1826年〉 - 明治18年〈1885年〉）は幕末の会津藩士。白虎隊士中二番隊の隊長として知られる。

## 概要
会津若松城下に生まれる。日向家は家禄700石の上級藩士で内記は藩の軍制改革前は家老附組頭、その後砲兵隊頭となった。1868年3月、朱雀士中二番隊頭となる。4月18日には白虎士中二番隊頭に任命された。
白虎隊は予備部隊として設けられ、士中隊は主君の警護役である。新政府軍が会津国境を越えた8月22日には松平容保に従って滝沢本陣に入った。ここで、戸ノ口原方面（十六橋を会津若松城側に超えたところ）への援軍要請があったため、士中二番隊を率いて行軍し明朝の戦に備えて夜営を命じる。その後、日向は近くの友軍との打ち合わせのため、一人隊を離れるも敵に遭遇してしまい、隊に戻れなくなってしまう。赤井谷地の湿原で道に迷い、敵の銃弾が頬をかすめ肉が飛び散り、やっとの思いで鶴ヶ城にたどり着く。籠城戦では白虎隊の生存者で構成された、白虎士中合同隊の隊長となっている。維新後は会津の喜多方町（現・喜多方市）に住み雑業に従事した後、明治18年に逝去。
孫に関東学院大学院長・坂田祐がいる。